# Xanthostemon vieillardii
Xanthostemon vieillardii là một loài thực vật có hoa trong Họ Đào kim nương. Loài này được (Brongn. & Gris) Nied. miêu tả khoa học đầu tiên năm 1893.